# Мира Цикота
Мира Цикота (Босанска Дубица, 1912 — Приједор, 27. август 1942) била је учесница Народноослободилачке борбе.

## Биографија
Рођена је 1912. године у Босанској Дубици. Била је једна од укупно три ћерке Данице и Глигорија Пралице. По завршетку основне и средње школе, отишла је у Беч, где је студирала право. Касније је у Приједору упознала судију Божу Цикоту, са којим се венчала и добила ћерку Љиљану. На почетку Другог светског рата, 1941. године Мирини родитељи су отишли за Београд, док је она одлучила да остане у Приједору, где се прикључила Народноослободилачком покрету (НОП).
Мирин супруг Божа је био комуниста па се и она преко њега повезала са тада илегалном Комунистичком партијом Југославије (КПЈ). У Приједору је тада деловали Месни комитети КПЈ и СКОЈ-а, чији су чланови били углавном ученици тадашње гимназије. У комитету је било и неколико жена које ће касније изнети скоро читаво илегално деловање у Приједору. Жене су имале важну улогу у повезивању Приједора са Козаром, што је нарочито било изражено у тренуцима партизанског напада на град, 16. маја 1942. године, када су даноноћно прикупљале информације о непријатељу.
У пролеће 1942. године, након хапшења секретара МК КПЈ Мухарема Суљановића, Мира је постала нови секретар Месног комитета КПЈ. Она је тада наставила са организовањем илегалног града и извођењем диверзантских акција у граду. Партијска организација на чијем је била челу успела је да успостави везе и са пилотима Домобранства НДХ, који су били сипматизери НОП. Управо преко ове организације организован је прелет пилота Фрање Клуза на ослобођену партизанску територију. Захваљујући њеном супругу, који је уз помоћ веза међу усташким чиновницима и након окупације наставио да ради у Котарском суду у Приједору, Мира је успела да дође до детаљног плана распореда усташких снага у граду. Овај план био је послат партизанима на Козару и допринео је успешном извршењу плана напада на Приједор.
Дан након Приједора, ослобођена је и Љубија, што је прекинуло снабдевање непријатеља рудом гвожђа из овог места. На овај начин створена је повољна прилика за контраофанзиву. Ипак, офанзива је натерала хиљаде жена и деце у бег ка поткозарским селима, те је тако пала у руке непријатељских снага. Већина њих одведена је у логоре Стара Градишка и Јасеновац. Усташе су Миру и њену шестогодишњу ћерку Љиљану заробили 6. јула 1942. године на Голој Планини, а потом их везане конопцима вукли кроз папрат ка дубичкој цести. Мирино саслушање започето је на Козари, а потом су је затворили у зграду некадашњег Среског суда. Остаје непознато када су је и како пребацили у „Црну кућу”, стари затвор са високим зидовима у Бањалуци. Иако је приликом истраге била мучена, записник о њеном саслушању је остао празан.
Мира Цикота осуђена је на смрт вешањем, а сам чин догодио 27. августа 1942. године испред зграде Усташког редарства у Приједору. Према неким наводима Мира је том приликом сама навукла омчу око врата. Њена ћерка Љиљана од ње је била раније одвојена  и Немци су је предали приједорском гостионичару Љуби Радошевићу. Иако доста измучена и исрпљена, Успела је да преживи и уточиште је пронашла код Мириних родитеља у Београд.

## Опроштајно писмо
Текст опроштајног писма Мире Цикоте, пронађено након њене смрти:
| „ | Драга моја мама, Прошло је много мјесеци како Ти нисам писала… И ево послије више мјесеци ја Ти пишем, на жалост, посљедње писмо. Осуда је изречена. Сједим у ћелији и чекам да дођу по мене. Нисам овђе сама. Разговара се, пјева, замишљени смо додуше, али вјеруј ми, мама, није ни страшно, па зато Ти пишем. Хтјела бих вам свима рећи да се не жалостите. Док је човјек на слободи, изгледа му овакав положај страшан, али није. Уживила сам се у ово стање, а помисао да је завршило овако још хиљаде и хиљаде људи, ублажује моју бол и жалост за животом. Чула сам да је моја дивна Љиљана код Вас. То ми је олакшало ово стање, мирна сам, јер она ми је једина мисао била и страховала сам да ће остати далеко од Вас. Обећала сам јој задњих дана, док смо биле заједно у Приједору, да ће отићи својој баки, па сам сада задовољна да је тако испало. Сунце моје мало, много је пропатила посљедњих дана лутајући и бјежећи са мном. Надам се да ће се ускоро опоравити, да ће бити добра ђевојчица и на задовољство баки и ђеди. Знам да је волите сви много, али знам, да сам Ти, драга мама, задала и много брига, јер она је још мала, размажена, а Ти не попуштај, јер јој се ваља привикавати на један нови живот, на живот у којем неће имати маму што разумије своје дијете и стоји увијек с њим и уз њега. Учите је на рад и нека Ти већ сада помаже у кућним пословима, а њезине добре тетке знам да ће је вољети и пазити на њу. Мислим да би било добро да још ове године не пође у школу, јер је физички слаба, али ако буде могуће, нека иде у ђечије забавиште. Купите јој торбицу и какву ђечју књигу, она већ уме помало читати. Пољуби је много пута и реци јој да је мама поздравља и моли да буде добра и послушна. Једном ће јој доћи тата, јер ја се надам да је још у животу, ја сам јој то говорила, не знам је ли упамтила шта сам јој рекла… Завршићу ово писмо. Мајко моја драга, не жалости се, морало је ваљда овако бити, ето Вам сада Љиље. Ти се чувај, знам да си слаба и осетљива. Тату ми поздрави и пољуби, захваљујем му се за све, врло Вас обадвоје волим! Љиља, Лала и Нада нека ми испуне жељу и нека буду озбиљне и добре. Поздравите све Божине, а вас петоро воли Ваша Мира. | ” |

## Обележја
Мира Цикота никада није проглашена народним херојем. На месту њене смрти подигнут је мањи споменик. За време Социјалистичке Федеративне Републике Југославије, по Мири Цикоти било је названо предузеће за производњу кекса и вафла из Приједора, а 1953. године и основна школа у овом месту. Након рата у Босни и Херцеговини, школа је променила име, док је фабрика задржала њено име Мира као врсту бренда. Место Мириног страдања данас је слабо обележено.